# Touchless
Con il termine touchless, dall'inglese "senza tocco", si intende una modalità di interazione tra uomo e computer che non prevede un contatto o uso di dispositivi per impartire comandi.
Le modalità usate ad oggi per gestire le interfacce "touchless" prevedono l'uso di microfoni per la gestione dei comandi vocali, come il Siri, sviluppato dalla Apple per i suoi dispositivi mobili o di webcam speciali  per gestire il motion capture come nel caso del Microsoft Kinect.
Ultimamente sono state proposte anche soluzioni di navigazione di pagine web tramite comandi gestuali interpretati da una comune webcam come nel caso di JCapture realizzato dalla Jaridea.
Il vantaggio dei sistemi "touchless" su sistemi ad uso pubblico è dato dalla mancanza di contatto e quindi assenza di usura dei dispositivi. Esempi di implementazione sono le vetrine dei negozi o chioschi informativi per fiere o luoghi pubblici.